# Liste des œuvres d'Arvo Pärt

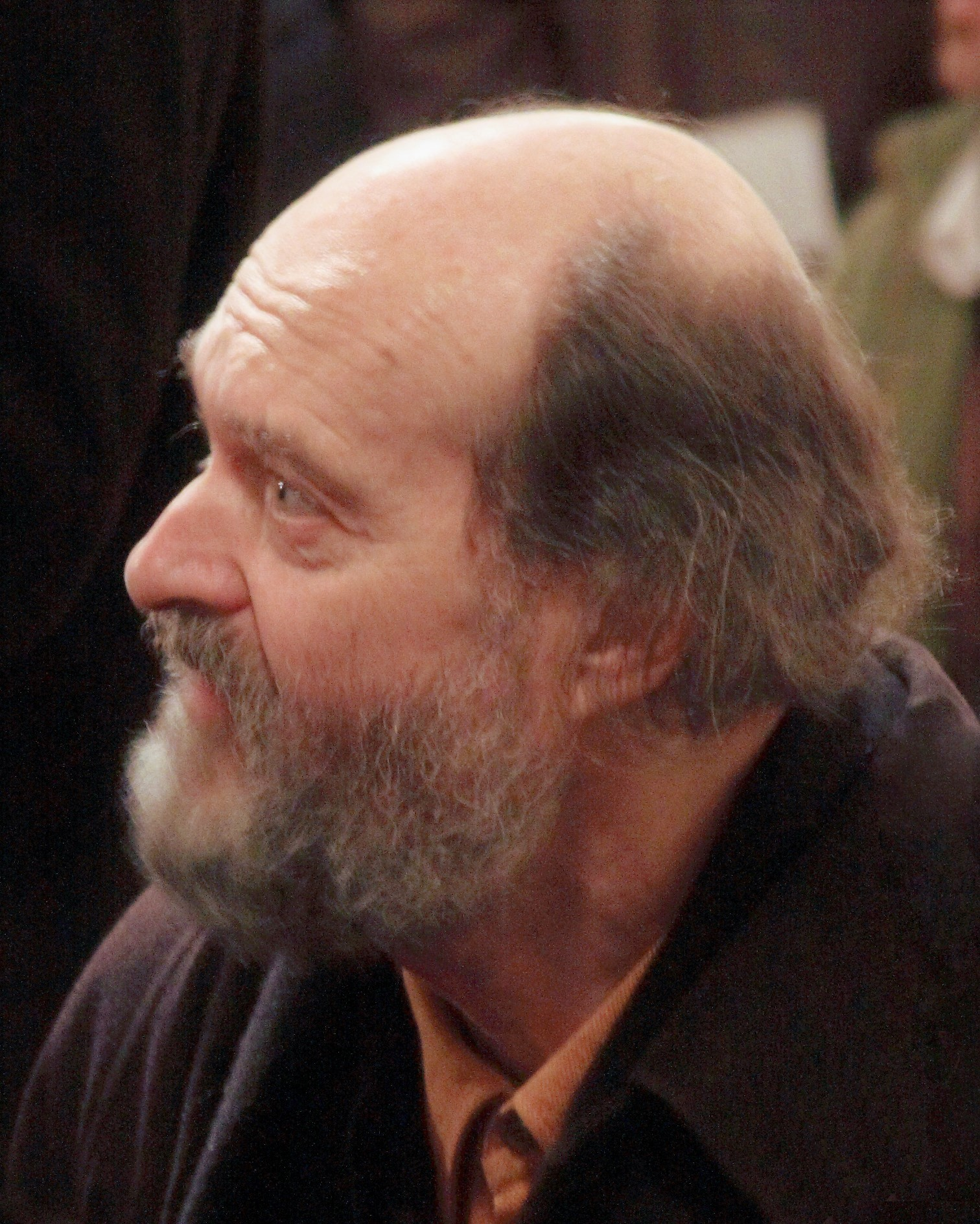
Arvo Pärt.

La liste exhaustive des œuvres du compositeur Arvo Pärt regroupées par catégories d'instrumentation. Une liste chronologique est consultable sur la page du compositeur.

## Musique vocale

### Chœur a cappella
- Maailma samm, oratorio pour chœur a cappella (1961)
- Solfeggio, pour chœur a cappella (1964)
- Summa, pour chœur ou solistes a cappella (1977)
- Cantate Domino canticum novum, pour chœur ou solistes a cappella (1977)
- Zwei slawische Psalmen, pour chœur ou solistes a cappella (1984)
- Sieben Magnificat-Antiphonen, pour chœur a cappella (1988)
- Magnificat, pour chœur a cappella (1989)
- Bogoróditse Djévo, pour chœur a cappella (1990)
- Berliner Messe, pour chœur ou solistes a cappella (1990)
- And One of the Pharisees…, pour trois voix ou chœur a cappella (1990)
- I Am the True Vine, pour chœur a cappella (1996)
- Dopo la vittoria, pour chœur a cappella (1996)
- Tribute to Cæsar, pour chœur a cappella (1997)
- The Woman with the Alabaster Box, pour chœur a cappella (1997)
- Kanon Pokajanen, pour chœur a cappella (1997)
- Triodion, pour chœur a cappella (1998)
- Zwei Beter, pour chœur de femmes a cappella (1998)
- Which Was the Son of…, pour chœur a cappella (2000)
- Nunc dimittis, pour chœur a cappella (2001)
- Peace Upon You, Jerusalem, pour chœur de femmes a cappella (2002)
- Most Holy Mother of God, pour quatre voix a cappella (2003)
- Da pacem Domine, pour chœur ou solistes a cappella (2004)
- Morning Star, pour chœur a cappella (2007)
- The Deer's Cry, pour chœur a cappella (2007)
- Habitare fratres in unum, pour chœur a cappella (2012)
- Virgencita, pour chœur a cappella (2012)
- Drei Hirtenkinder aus Fátima, pour chœur a cappella (2014)
- Kleine Litanei, pour chœur mixte a cappella (2015)
- And I Heard a Voice..., pour chœur mixte a cappella (2017)
- Richter/Pärt, pour chœur mixte a cappella (2019)

### Chœur avec instrument(s)
- Viis Laulu Lastele, op. 6, pour chœur d'enfants et piano (1960)
- An den Wassern zu Babel saßen wir und weinten, pour voix et ensemble instrumental (1976)
- Missa syllabica, pour chœur ou solistes et orgue (1977)
- De profundis, pour chœur d'hommes, percussions ad libitum et orgue (1980)
- Passio Domini nostri Jesu Christi secundum Joannem, pour solistes, chœur, quatuor et orgue (1982)
- The Beatitudes, pour chœur et orgue (1990)
- Beatus Petronius, pour deux chœurs et deux orgues (1990)
- Statuit ei Dominus, pour deux chœurs et deux orgues (1990)
- Littlemore Tractus, pour chœur et orgue (2000)
- Salve Regina, pour chœur et orgue (2002)
- Anthem of St John the Baptist, pour chœur et orgue (2004)
- Veni Creator, pour chœur et orgue (2006)
- Alleluia-Tropus, pour ensemble vocal (ou chœur de chambre) et huit violoncelles ad libitum (2008)

### Chœur et orchestre
- Meie aed, op. 3, cantate pour chœur d'enfants et orchestre (1959)
- Credo, pour piano, chœur et orchestre (1968)
- Laul armastatule, cantate symphonique (1972)
- Te Deum, pour trois chœurs, piano préparé, orchestre à cordes et diffusion acousmatique (1984)
- Miserere, pour solistes, chœur, ensemble et orgue (1989)
- Litany, pour solistes, chœur et orchestre (1994)
- Como cierva sedienta, pour soprano ou chœur de femmes et orchestre (1998)
- Cantique des degrés, pour chœur et orchestre (1999)
- Cecilia, vergine romana, pour chœur et orchestre (2000)
- In principio, pour chœur et orchestre (2003)
- Adam's Lament, pour chœur et orchestre à cordes (2009)
- Prayer, pour chœur et orchestre à cordes (2018)

### Autres
- Sarah Was Ninety Years Old, pour trois voix, percussions et orgue (1977)
- Es sang vor langen Jahren, pour alto ou contreténor, violon et alto (1984)
- Wallfahrtslied, pour ténor ou baryton et quatuor à cordes (1984)
- Stabat Mater, pour soprano, alto, ténor, violon, alto et violoncelle (1985)
- My Heart's in the Highlands, pour contreténor ou alto et orgue (2000)
- Deux Berceuses, pour voix et piano (2002)
- L'Abbé Agathon, pour soprano et huit violoncelles (2004)
- Vater unser, pour soprano garçon et piano (2005)
- Von Angesicht zu Angesicht, pour soprano, baryton, clarinette, alto et contrebasse (2005)
- Sei gelobt, du Baum, pour baryton, violon, quinterne et contrebasse (2007)

## Musique instrumentale

### Orchestre
- Nekrolog, op. 5, pour orchestre (1960)
- Symphonie no 1, op. 9, pour orchestre (1963)
- Perpetuum mobile, op. 10, pour orchestre (1963)
- Symphonie no 2, pour orchestre (1966)
- Pro et contra, pour violoncelle et orchestre (1966)
- Symphonie no 3, pour orchestre (1971)
- Wenn Bach Bienen gezüchtet hätte, pour piano, quintette à vent, orchestre à cordes et percussions (1976)
- Tabula rasa, pour deux violons (ou violon et alto), orchestre à cordes et piano préparé (1977)
- Cantus in memoriam Benjamin Britten, pour orchestre à cordes et cloche (1977)
- Fratres, pour orchestre de chambre (1977)
- Festina lente, pour orchestre à cordes et harpe ad libitum (1988)
- Silouans Song, pour orchestre à cordes (1991)
- Trisagion, pour orchestre à cordes (1992)
- Orient and Occident, pour orchestre à cordes (1999)
- Lamentate, pour piano et orchestre (2002)
- La sindone, pour orchestre (2005)
- Für Lennart in memoriam, pour orchestre à cordes (2006)
- These Words…, pour orchestre à cordes et percussions (2007)
- Symphonie no 4, pour orchestre à cordes, harpe, timbales et percussions (2008)
- Silhouette, pour orchestre à cordes et percussions (2010)
- In spe, pour quintette à vent et orchestre à cordes (2010)
- Swansong, pour orchestre (2013)
- Sequentia, pour orchestre à cordes et percussions (2014)

### Musique de chambre
- Collage sur B-A-C-H, pour cordes, hautbois, clavecin et piano (1964)
- Musica syllabica, op. 12, pour douze instruments (1964)
- Quintettino, op. 13, pour flûte, hautbois, clarinette, basson et cor (1964)
- Concerto piccolo sur B-A-C-H, pour trompette solo, cordes, clavecin et piano (1964)
- Arbos, pour sept flûtes à bec et trois triangles ad libitum (1977)
- Spiegel im Spiegel, pour violon et piano (1978)
- Hymn to a Great City, pour deux pianos (1984)
- Psalom, pour quatuor à cordes (1985)
- Mozart-Adagio, pour violon, violoncelle et piano (1992)
- Darf ich…, pour violon solo, cloche en do dièse ad libitum et cordes (1995)
- Passacaglia, pour violon et piano (2003)
- Scala cromatica, pour violon, violoncelle et piano (2007)
- Missa brevis, pour douze violoncelles (2009)

### Orgue
- Pari intervallo (1976)
- Trivium (1976)
- Annum per annum (1980)
- Mein Weg (1989)

### Piano
- Vier leichte Tanztücke (1956/7)
- Sonatines, op. 1 (1958/9)
- Partita, op. 2 (1959)
- Diagramme, op. 11 (1964)
- Für Alina (1976)
- Variationen zur Gesundung von Arinuschka (1977)
- Für Anna Maria (2006)